# Amphicallia quagga
Amphicallia quagga är en fjärilsart som beskrevs av Embrik Strand 1909. Amphicallia quagga ingår i släktet Amphicallia och familjen björnspinnare. Inga underarter finns listade i Catalogue of Life.